# Elterwater
Elterwater – wieś w Anglii, w Kumbrii, w dystrykcie (unitary authority) Westmorland and Furness. Leży 52 km na południe od miasta Carlisle i 379 km na północny zachód od Londynu Oddalone jest 800 m w kierunku północnego zachodu od jeziora Elter Water, od którego wzięło nazwę. Położone jest w dolinie Great Langdale.